# Jazze Pha
Jazze Pha, ook bekend als Jazze Phizzle, geboren als Phalon Alexander (Memphis (Tennessee)) is een Amerikaanse hiphop producer en een rapper/zanger.
Hij heeft geproduceerd voor Nelly, Ludacris, Trick Daddy, T.I., Lil Wayne en nog veel meer bekende hiphop- en R&B-artiesten.
Jazze Pha is de producer van de R&B-zangeres Ciara. Hij heeft haar solo-album Goodies en haar single 1,2 Step, een duet met Missy Elliott, geproduceerd.

## Discografie
Ciara - Goodies
- 02. 1,2 Step - Producer
- 03. Thug Style - Producer
- 04. Hotline - Producer

David Banner - Certified
- 06. Fucking (Touching) - Guest Appearance and Producer
- 13. Take Your - Guest Appearance and Producer

T.I. - Urban Legend
- 07. Get Loose (ft. Nelly) - Producer

T.I. - Trap Muzik
- 06. Let's Get Away - Guest Appearance and Producer
- 13. Bezzle - Guest Appearance and Producer

2Pac - Better Dayz
- 10. Fair Exchange - Producer

Nelly - Suit
- 02. Pretty Toes - Guest Appearance and Producer

Nelly - Sweat
- 02. Na-Nana-Na - Guest Appearance and Producer

NBA Live 2005 - Soundtrack
- 00. It's In The Game (Murphy Lee ft. Jazze Pha & Jody Breeze) - Guest Appearance and Producer

## Singles
| Jaar | Titel                                                         | Hitparada      | Album |
| Jaar | Titel                                                         | US R&B/Hip-Hop | Album |
| ---- | ------------------------------------------------------------- | -------------- | ----- |
| 2005 | "Happy Hour" (met Cee Lo Green)                               | #63            | ??    |
| 2005 | "Happy Hour (clean mix)" (met Snoop Dogg & Bun B & Tone-Tone) | ??             | ??    |